# Берестов, Александр Леонидович
Алекса́ндр Леони́дович Бе́рестов (род. 13 сентября 1957 г.) — российский учёный океанолог, бард, доктор физико-математических наук.

## Биография
Александр Берестов родился 13 сентября 1957 г. в городе Донецке. В 1973 г. окончил среднюю школу в городе Жуковском и поступил в Московский физико-технический институт (МФТИ), аспирантуру которого окончил в 1982 году с дипломом кандидата физико-математических наук по специальности «океанология».

### Научная деятельность
В 1982 г. Александр Берестов начал работать в Институте океанологии имени П. П. Ширшова Академии наук СССР. В 1992 г. защитил диссертацию на соискание учёной степени доктора физико-математических наук на тему «Принципы построения моделей и отбора данных наблюдений для анализа и прогноза океанских течений». С 1990 г. начал преподавать на кафедре термогидромеханики океана МФТИ. Александр Берестов участвовал в 8 рейсах научно-исследовательских судов в различные районы Мирового океана. Он является автором более 100 научных работ и патентов посвященных динамике жидкости, теории океанских течений и цифровой обработке изображений.

### Песенное творчество
Играть на гитаре и писать стихи Александр Берестов начал еще в школе, однако его первая песня «Острова» была написана только в 1985 г. в экспедиции после посещения Островов Зеленого Мыса. В конце 80-х начале 90-х Берестов часто выступал с концертами на судах перед моряками. Его песни распространялись сначала в магнитофонных записях, позже на компакт-дисках, однако никогда не были профессионально изданы.

## Награды
В 1984 г. за работу «Уединённые волны Россби» был награждён медалью Академии наук СССР.
В 1996 г. был награждён медалью «300 лет Российскому флоту».